# GSC1876-1336
GSC1876-1336 — хімічно пекулярна зоря спектрального класу A3, що має видиму зоряну величину в смузі V приблизно 11,0.